# EA Sports

Logo di EA Sports

EA Sports è una serie di videogiochi sportivi sviluppata dall'omonima divisione aziendale della casa videoludica statunitense Electronic Arts. La serie include videogiochi di calcio, di football americano, di hockey su ghiaccio, golf, pallacanestro, Formula 1 e arti marziali miste.
Fino al 2023 la serie FIFA era parte della serie EA Sports. Sempre nel 2023 la serie World Rally Championship, la cui licenza è stata ottenuta da Codemasters nel 2020, è entrata a far parte della serie in seguito all'acquisizione di Codemasters da parte di Electronic Arts nel 2021.
Altri titoli della serie sono EA Sports MMA (2010), EA Sports UFC (2014) e EA Sports PGA Tour (2023).

## Giochi EA Sports
| Sport               | Serie                      | Primo titolo                     | Ultimo titolo               |
| ------------------- | -------------------------- | -------------------------------- | --------------------------- |
| Arti marziali miste | MMA/UFC                    | EA Sports MMA (2010)             | EA Sports UFC 5 (2023)      |
| Calcio              | FIFA                       | FIFA International Soccer (1993) | FIFA 23 (2022)              |
| Calcio              | EA Sports FC               | EA Sports FC 24 (2023)           | EA Sports FC 25 (2024)      |
| College football    | NCAA Football              | NCAA Football '98 (1997)         | College Football 25 (2024)  |
| Cricket             | Cricket                    | Cricket 96 (1995)                | Cricket 07 (2006)           |
| Football americano  | Madden NFL                 | John Madden Football (1988)      | Madden NFL 25 (2024)        |
| Formula 1           | F1                         | F1 2000 (2000)                   | F1 24 (2024)                |
| Golf                | PGA Tour                   | PGA Tour Golf (1990)             | EA Sports PGA Tour (2023)   |
| Hockey su ghiaccio  | NHL                        | NHL Hockey (1991)                | NHL 25 (2024)               |
| Pallacanestro       | NBA Live                   | NBA Live 95 (1994)               | NBA Live 19 (2018)          |
| Pugilato            | Knockout Kings/Fight Night | Knockout Kings 99 (1998)         | Fight Night Champion (2011) |
| Rally               | EA Sports WRC              | EA Sports WRC (2023)             | EA Sports WRC (2023)        |
| Skateboard          | Skate                      | Skate (2007)                     | Skate 3 (2010)              |
| Snowboard           | SSX                        | SSX (2000)                       | SSX (2012)                  |
| Tennis              | Grand Slam Tennis          | Grand Slam Tennis (2009)         | Grand Slam Tennis 2 (2012)  |